# Ansaldo
 (octobre 2021).
Pour les articles homonymes, voir Ansaldo (homonymie).

Logo de la société italienne Ansaldo Trasporti.

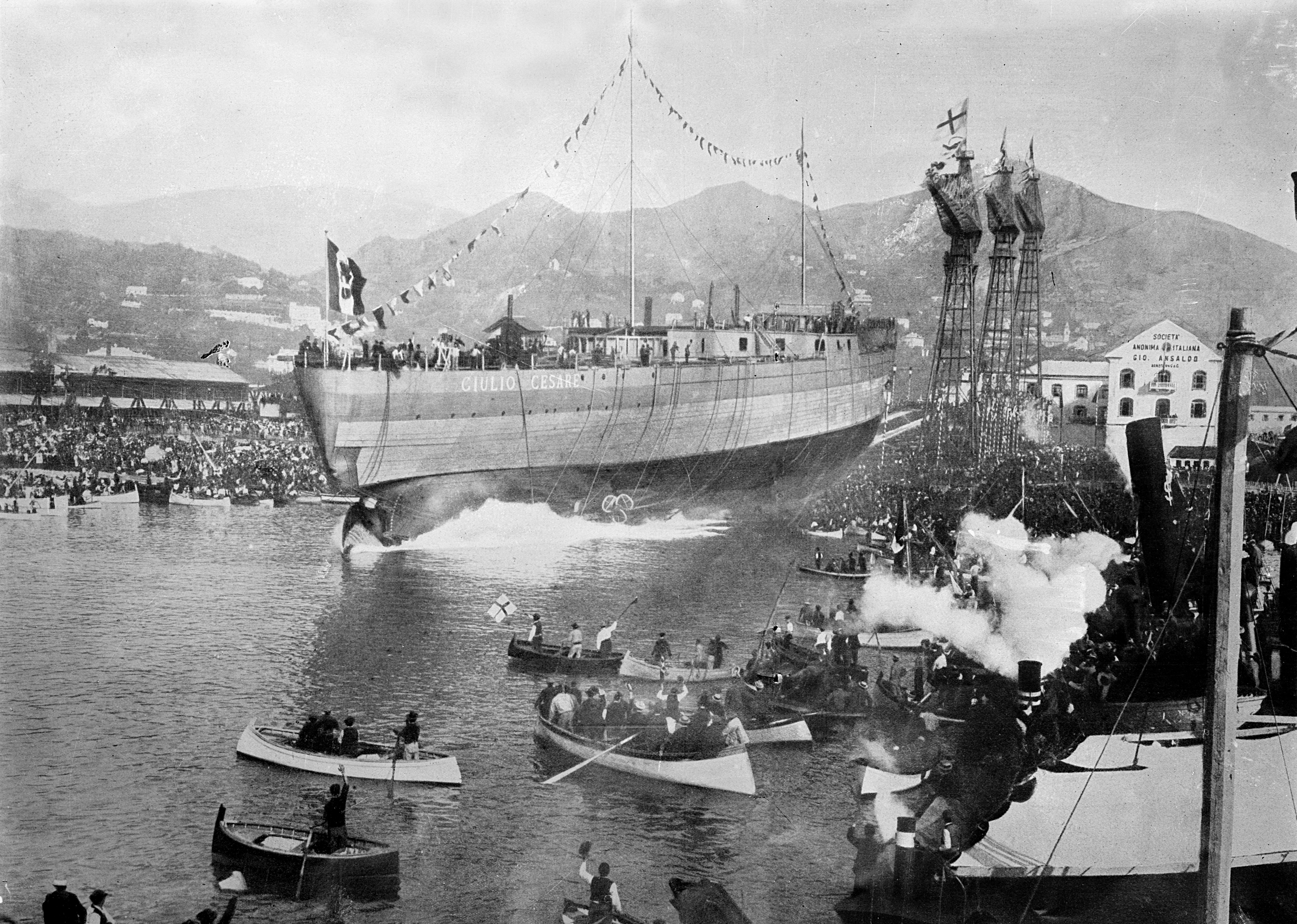
Mise à l'eau du Giulio Cesare.

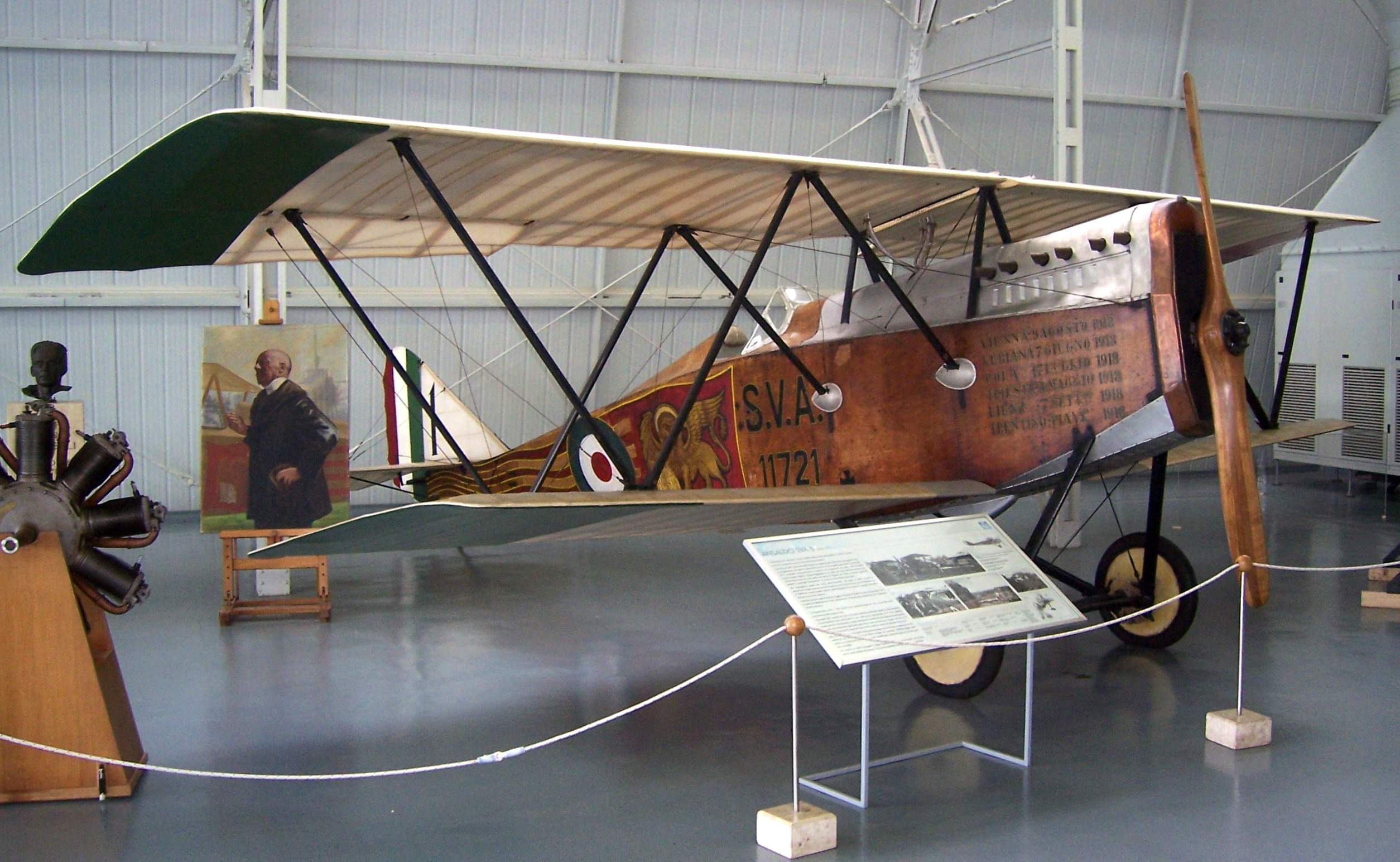
L'Ansaldo S.V.A. 5 dans le musée historique de l'aviation de Vigna di Valle.

Ansaldo est une ancienne société industrielle italienne, créée à Sampierdarena à côté de Gênes, lors du rachat des établissements Meccanico en 1853 sous le nom Gio. Ansaldo & C. sous la forme de société en commandite simple.
Elle fut créée à l'initiative de personnages importants de la société génoise (l'Italie n'était encore pas unifiée) de l'époque : Giovanni Ansaldo, Raffaele Rubattino, Giacomo Filippo Penco et Carlo Bombrini.
Elle est progressivement intégrée après-guerre au groupe Finmeccanica (plus tard Leonardo) qui lui-même revendra une grande partie de ses activités au japonais Hitachi.

## Histoire de la société

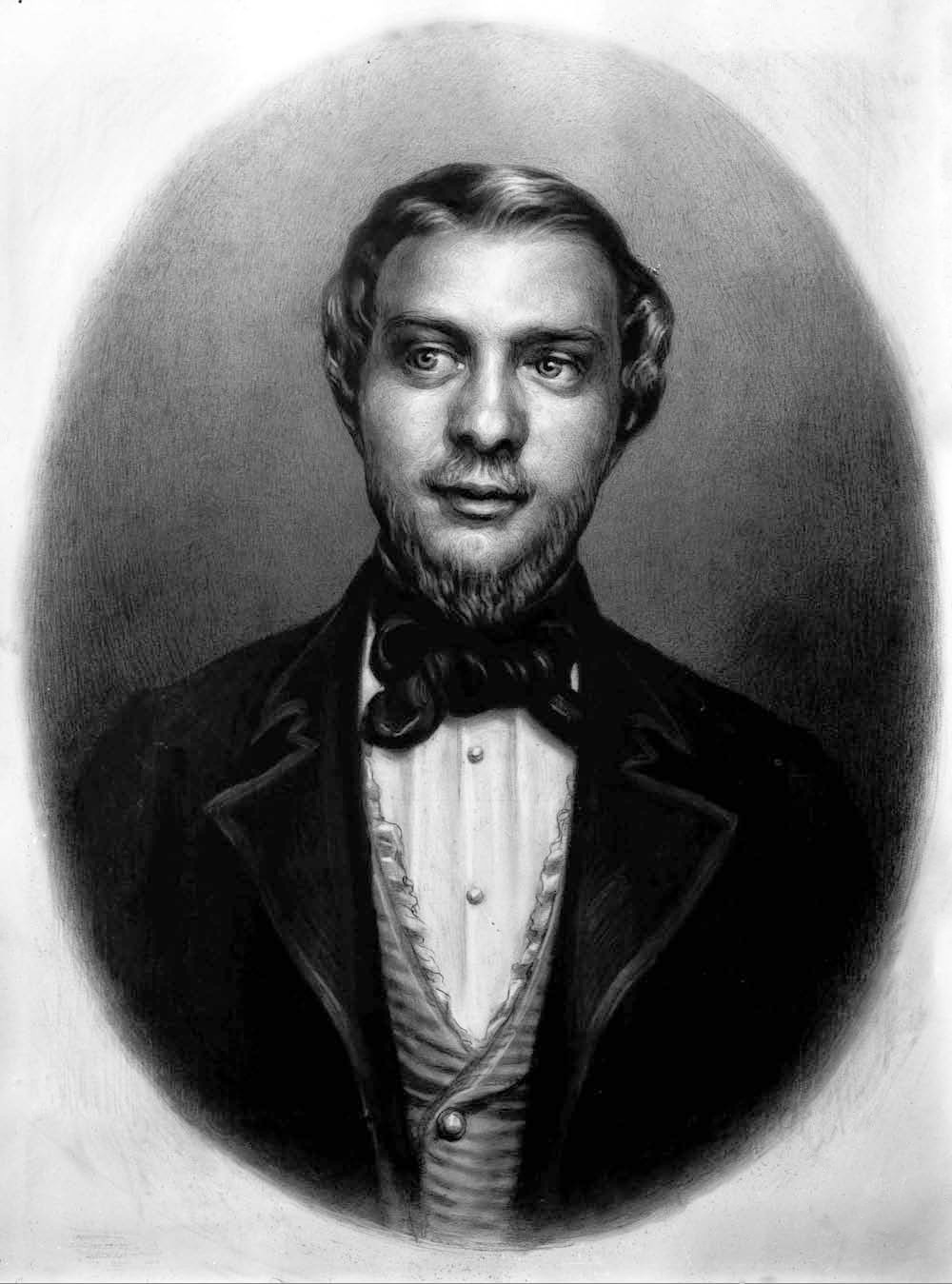
Giovanni Ansaldo, en 1853.

Giovanni Ansaldo était un brillant professeur d'université, enseignant le calcul aux éléments finis à l'université de Gênes alors qu'il n'a que 21 ans. En 1852, alors qu'il n'a que 28 ans, il est nommé directeur général d'une nouvelle société qui devait reprendre l'activité d'une très importante entreprise mécanique déclarée en faillite, la société Taylor & Prandi, l'une des plus importantes du nord de l'Italie à l'époque. Cette nouvelle société avait été créée avec l'appui du comte de Cavour, un fervent défenseur de l'autonomie de l'industrie ferroviaire italienne et portait le nom de Giovanni Ansaldo.
La société Gio. Ansaldo & Cie. s'est orientée dès sa création en 1853, vers le secteur de la construction, maintenance et réparation de matériel ferroviaire, sous la direction de Luigi Orlando. En raison des tensions internationales du début du XXe siècle, elle s'orienta aussi vers la fabrication de matériel de guerre : canons de toutes caractéristiques et la production de gros moteurs de nouvelle génération sous la responsabilité de l'ingénieur Eugenio Barsanti, pour la mise en application du fruit de ses recherches. La première locomotive à vapeur fabriquée en 1853 fut baptisée "Sampierdarena". Durant les trois années qui suivirent, la société livrera 20 locomotives du même type, un record pour l'époque ! En 1866, l'entreprise comptait pas moins de 1 100 salariés.
Ensuite, lorsque la société fut dirigée par Carlo Bombrini, l'entreprise se lança dans la construction navale, un secteur devenu stratégique pour le pays. C'est à cette époque que l'Italie se dota de nouveaux chantiers navals dont une grande partie sont toujours en activité et ont permis au pays de devenir un des leaders mondiaux dans ce domaine. Elle conçut, entre autres, la classe Giuseppe Garibaldi.
En quelques années, Ansaldo devint un groupe industriel de premier plan en Europe avec un effectif dépassant les 10 000 salariés répartis sur sept sites industriels.

### L'ère Perrone
En 1904, Ferdinando Maria Perrone devient propriétaire de la société Ansaldo et, avec ses fils Mario et Pio, ancrera le nom des Perrone dans l'histoire de la société. Au cours des vingt premières années du XXe siècle, Ferdinando Maria Perrone a œuvré pour acquérir une totale autonomie productive d'Ansaldo, que ce soit dans le domaine sidérurgique que dans celui de l'armement, grâce à une intégration verticale des activités qui, en période de guerre - la Première Guerre mondiale - s'avérait indispensable. Le nombre de sites productifs sont au nombre de 10 et les salariés dépassent les 17 000.
En 1914, le capital social était de 30 millions de lires italiennes, en 1918 il atteignait les 500 millions.

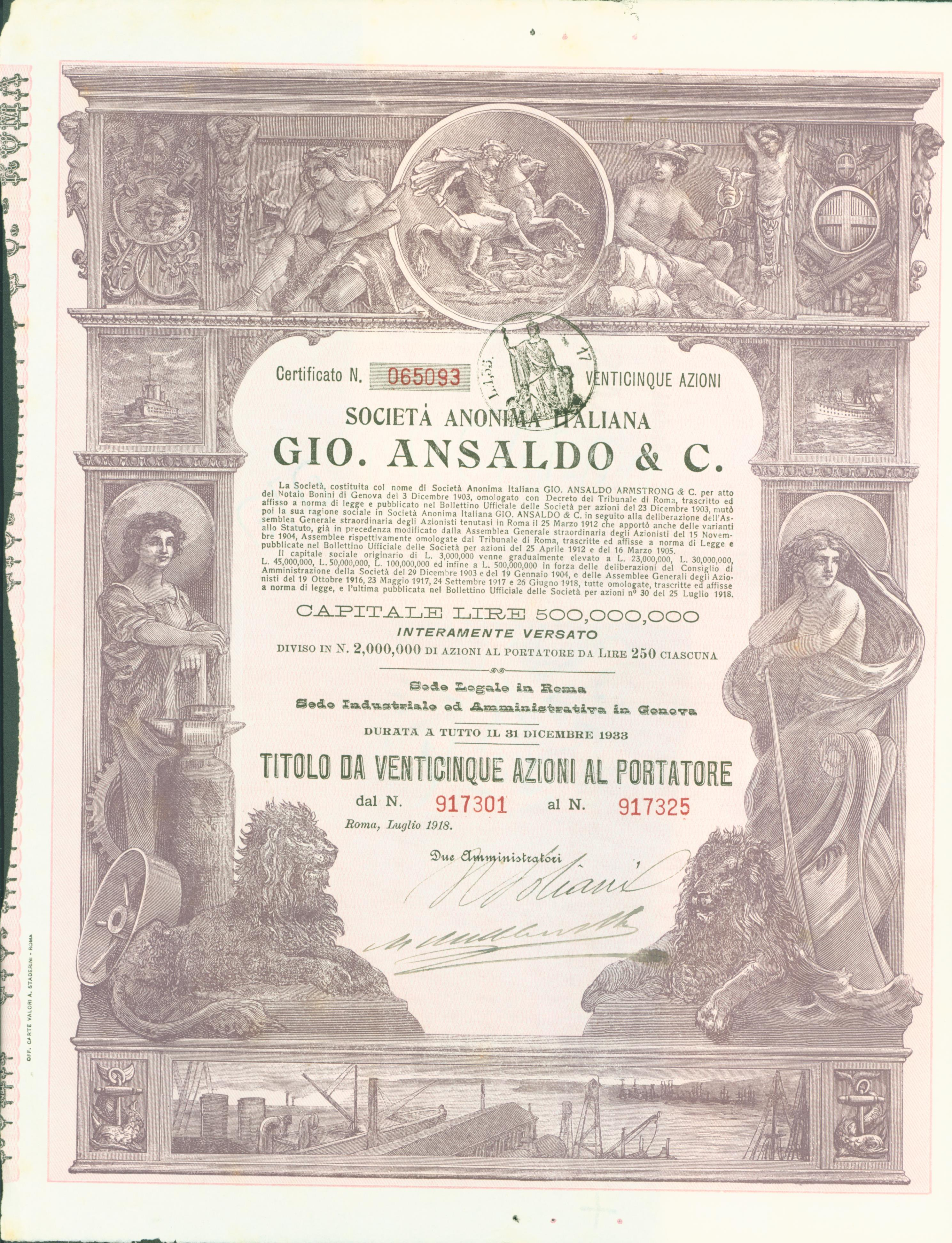
Action de la Gio. Ansaldo & C. en date du juillet 1918

En 1918, les effectifs d'Ansaldo dépassaient les 80 000 salariés directs, les principaux sites industriels et sociétés du groupe étaient : 
- A. Cerpelli & C.,
- Ansaldo Aeronautica,
- Ansaldo Automobili,
- Banca Industriale Italiana,
- Cantieri Officine Savoia,
- Dinamite Nobel,
- Gio.Fossati & C.,
- Lloyd Italico,
- Nazionale di Navigazione,
- Pomilio,
- Società Idroelettrica Negri,
- S.P.A.,
- Transatlantica Italiana.

En 1921, vu les dimensions atteintes par le groupe Ansaldo, la famille Perrone s'oriente vers le secteur de l'édition.

### Nationalisation
Au lendemain de la Première Guerre mondiale, une très forte crise financière paralyse tous les pays, qu'ils aient ou pas participé au conflit. Les industriels devaient assurer la reconversion industrielle de leur outil de production qui avait été mobilisé par l'effort de guerre. Pour le groupe Ansaldo, il y eut l'intervention directe de la Banque d'Italie, mais cela se traduisit par la cession de Ansaldo par la famille Perrone.
La stratégie industrielle et les plans de développement ont été fortement revus au cours des années 1920, bien que la société connut l'essor des productions électromécaniques, domaine dans lequel elle était devenue un des leaders en Europe. C'est à cette époque que le groupe Ansaldo passe sous le contrôle de l'IRI - Istituto per la Ricostruzione Industriale (Institut pour la Reconstruction Industrielle), voulu par le dictateur fasciste Benito Mussolini. Le groupe Ansaldo connait alors à nouveau une très forte croissance.
L'acteur principal de cette reprise fulgurante de l'activité est Agostino Rocca, administrateur délégué - directeur général opérationnel de la société à partir de 1935 et jusqu'à la fin de la Seconde Guerre mondiale en 1945. Les chantiers navals créent des navires de 35 000 tonnes, et le département militaire réalise les prototypes des nouveaux chars d'assaut italiens.
Grâce aux commandes de l'Armée le groupe reprend sa place dans le concert mondial. En 1939, les effectifs Ansaldo étaient descendus à 22 000 salariés, en 1943 ils dépassaient les 35 000. Mais la reconversion après la Seconde Guerre mondiale allait être plus difficile.

### Intégration dans Finmeccanica
En 1948, l'IRI intègre le groupe Ansaldo dans sa nouvelle filiale, la holding Finmeccanica. Celle-ci engage au cours des décennies suivantes plusieurs restructurations, dont le transfert de l'ensemble des activités navales d'Ansaldo à Italcantieri en 1966 pour mieux développer le groupe autour des activités électromécaniques et énergétiques.
En 1980 la filiale spécialisée Ansaldo Trasporti SpA est créée pour assurer son développement à l'international via plusieurs rachats, jusqu'en 2001 où ses activités de signalisation ferroviaire seront transférées à Ansaldo STS tandis que celles de construction ferroviaire seront regroupées avec celles de Breda costruzioni ferroviarie pour former AnsaldoBreda.
En 1991 est créée la filiale Ansaldo Energia, active dans l'équipement de centrales électriques et la production de turbines.
Le groupe Ansaldo comprenait également :
- Ansaldo Ricerche - Société créée en 1987 avec le regroupement de tous les centres de R&D du groupe Ansaldo et de NIRA - (Nucleare Italiana Reattori Avanzati), spécialiste de projets de recherche pour les sociétés du groupe Ansaldo mais aussi comme centre d'ingénierie avancée européen ; participe activement au projet ITER (International Thermonuclear Experimental Reactor) sur la fusion nucléaire.
- Ansaldo Nucleare - Créée en 1989 avec le regroupement de la division Ansaldo Meccanico Nucleare et de NIRA, dont le siège est à Gênes.
- Ansaldo Fuel Cells - Créé en 2003, ancienne unité de recherche de Ansaldo Ricerche, s'est spécialisée dans les piles à combustible.
- Ansaldo Camozzi - dont le siège est à Milan. Spécialiste des composants pour les centrales thermo-nucléaires.
- Ansaldo Sistemi Industriali - spécialiste en ingénierie et production de générateurs et de systèmes d'automation industrielle. Reprise en 2012 par Nidec.

Dans un contexte de difficultés financières et de privatisation de la société-mère Finmeccanica, ces différentes filiales sont peu à peu dispersées entre de nouveaux acquéreurs (Hitachi pour Ansaldo STS et AnsaldoBreda ; plusieurs fonds d'investissements pour Ansaldo Energia).
La marque Ansaldo Trasporti est rachetée en 2019 par l'entreprise italienne Gesa Industry.